# Calumma oshaughnessyi
Calumma oshaughnessyi este o specie de cameleoni din genul Calumma, familia Chamaeleonidae, descrisă de Günther 1881. A fost clasificată de IUCN ca specie vulnerabilă.

## Subspecii
Această specie cuprinde următoarele subspecii:
- C. o. oshaughnessyi
- C. o. ambreensis